# كرومات الرصاص الثنائي
 كرومات الرصاص الثنائي مركب كيميائي له الصيغة PbCrO4 ، ويكون على شكل مسحوق بلوري أصفر برتقالي.

## الخواص
- انحلالية مركب كرومات الرصاص الثنائي ضعيفة في الماء، فقط 0.02 مغ لكل 100 مل ماء. كما أنه لا ينحل في حمض الخل، لكنه ينحل في كل من الهيدروكسيدات القلوية مثل هيدروكسيد الصوديوم أو هيدروكسيد البوتاسيوم ، وفي حمض النتريك الممدد.
- يوجد في الطبيعة على شكل معدن كروكويت ذي اللون الأحمر المصفر.

## التحضير
يحضر مركب كرومات الرصاص الثنائي من تفاعل محلول خلات الرصاص مع كرومات البوتاسيوم حسب المعادلة العامة
2Pb 2+ + Cr2O7 + H2O → 2H+ + 2PbCrO4

## الاستخدامات

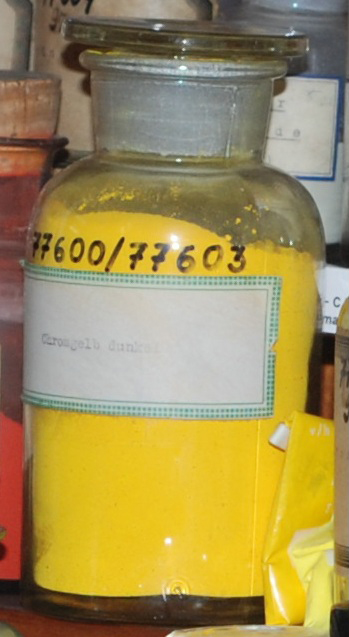
صباغ كرومات الرصاص الأصفر

- يستخدم مركب كرومات الرصاص الثنائي كخضاب ذي لون أصفر (يسمى قديما في اللغة الألمانية Chromgelb) ، في حين أن المركب القلوي منه له لون أحمر، والذي يتم الحصول عليه من عملية ترسيب كرومات الرصاص في وسط قلوي.
- إن ترسب مركب كرومات الرصاص يستخدم في الكيمياء التحليلية للكشف عن الرصاص أو أيون (شاردة) الكرومات.

## السلامة
- مركب كرومات الرصاص مركب سام مثل كافة أملاح الرصاص.